# Sazeret
Sazeret település Franciaországban, Allier megyében. Lakosainak száma 140 fő (2022. január 1.). Sazeret Chappes, Deux-Chaises, Montmarault, Saint-Bonnet-de-Four, Saint-Marcel-en-Murat, Saint-Priest-en-Murat és Voussac községekkel határos.

## Népesség
A település népessége az elmúlt években az alábbi módon változott:
| Lakosok száma | 261  | 188  | 153  | 156  | 165  | 155  | 148  | 143  | 142  | 140  |
|               | 1968 | 1982 | 1990 | 2006 | 2013 | 2015 | 2017 | 2019 | 2020 | 2022 |